# Nalle Puh på honungsjakt
Nalle Puh på honungsjakt (även Nalle Puh och honungsträdet) (engelska: Winnie the Pooh and the Honey Tree) är en amerikansk tecknad film från 1966 av Walt Disney Productions.

## Handling
Nalle Puh är hungrig och bestämmer sig för att bege sig ut på honungsjakt, som leder till Kanins hus. Där äter han upp all honung Kanin har i hela huset, och när han senare ska gå hem fastnar han i ingången till huset.

## Om filmen
Filmen ingår tillsammans med kortfilmerna Nalle Puh och den stormiga dagen och Nalle Puh och den skuttande tigern i långfilmen Filmen om Nalle Puh från 1977.
Filmen hade biopremiär den 4 februari 1966 i USA, och den 13 augusti i Sverige samma år tillsammans med Disney's kortfilm Tre små grisar.

## Rollista
| Roll              | Originalröst      | Svensk röst    |
| Berättare         | Sebastian Cabot   | Sven Holmberg  |
| Nalle Puh         | Sterling Holloway | Tor Isedal     |
| Christoffer Robin | Bruce Reitherman  | Peter Schildt  |
| Kanin             | Junius Matthews   | Hans Lindgren  |
| Uggla             | Hal Smith         | Börje Mellvig  |
| I-or              | Ralph Wright      | Sven Wallskog  |
| Sorken/Dumbom     | Howard Morris     | Hans Lindgren  |
| Kängu             | Barbara Luddy     | Marie Hedeholm |
| Ru                | Clint Howard      | Lena Ahlstedt  |

I tidig översättning hette karaktären Sorken Dumbom.